# John Forrest
John Forrest (Bunbury, 22 agosto 1847 – Sierra Leone, 2 settembre 1918) è stato un esploratore australiano, primo Premier dell'Australia Occidentale e ministro di gabinetto del primo parlamento federale australiano.
Da giovane John Forrest divenne famoso come esploratore per aver condotto tre spedizioni nell'entroterra dell'Australia Occidentale. Fu nominato Ispettore Generale e nel 1890 divenne il primo Premier dell'Australia Occidentale, l'unico della colonia indipendente. Il mandato di Forrest garantì allo Stato dieci anni di stabilità amministrativa in un periodo di rapido sviluppo e di cambiamenti demografici. Seguì una politica di opere pubbliche su larga scala e di esteso insediamento, aiutando a garantire l'unione tra Australia Occidentale e la federazione degli Stati australiani. Dopo la federazione si impegnò nella politica federale, dove ricoprì le cariche di ministro della difesa, ministro degli interni, tesoriere e primo ministro vicario.
Poco prima della morte Forrest fu informato del fatto che il re aveva concesso la sua ascesa alla parìa britannica col titolo di barone Forrest di Bunbury. Iniziò subito a firmarsi "Forrest", come se fosse già un pari. Al momento della morte il suo baronato non era ancora stato reso ufficiale da una lettera patente. Viene quindi spesso erroneamente chiamato "Lord Forrest".

## Gioventù e famiglia
Forrest fu uno dei 10 figli di William e Margaret Forrest, servitori del dottor John Ferguson nel 1842. Nacque a Picton nei pressi di Bunbury, in quella che allora era la colonia britannica dell'Australia Occidentale. Era conosciuto nella sua famiglia anche come Jack. Tra i suoi sette fratelli c'erano Alexander Forrest e David Forrest. John frequentò la scuola governativa di Bunbury con John Hislop fino ai dodici anni, quando nel gennaio 1860 fu mandato a nord a Perth per frequentare la Bishop's Collegiate School, oggi Hale School. Nel novembre 1863 era apprendista di un ispettore territoriale governativo di nome Thomas Carey. Quando il suo apprendistato terminò nel novembre 1865, divenne il primo uomo nato ed istruito nella colonia a diventare ispettore territoriale.
Il 2 settembre 1876 a Perth sposò Margaret Elvire Hamersley. Gli Hamersley erano una famiglia ricca e Forrest si guadagnò subito un nuovo status sociale grazie al matrimonio. Il matrimonio non portò figli.

## Forrest l'esploratore

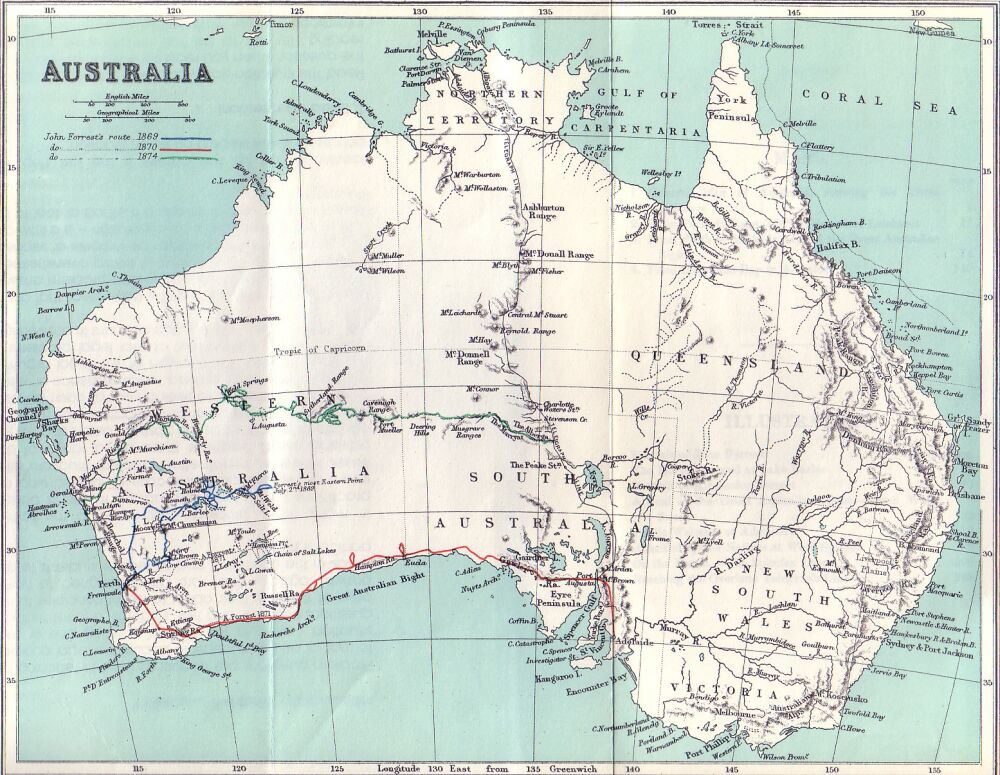
Le esplorazioni di John Forrest raffigurate nel libro Explorations in Australia

Tra il 1869 ed il 1874 Forrest guidò tre spedizioni nell'inesplorata terra che circondava la colonia dell'Australia Occidentale. Nel 1869 guidò l'infruttuosa ricerca dell'esploratore Ludwig Leichhardt nel deserto ad ovest di dove oggi sorge Leonora. L'anno seguente ispezionò la rotta di Edward John Eyre da Perth ad Adelaide. Nel 1874 guidò un gruppo allo spartiacque del fiume Murchison, per proseguire ad est nello sconosciuto deserto posto al centro dell'Australia Occidentale. Forrest pubblicò nel 1875 un racconto delle sue spedizioni, Explorations in Australia. Nel 1882 divenne commendatore dell'Ordine di San Michele e San Giorgio (CMG) per volontà della regina Vittoria, per il lavoro esplorativo dell'entroterra.

### Alla ricerca di Leichhardt
Nel marzo 1869 a Forrest fu chiesto di guidare una spedizione alla ricerca dell'esploratore Ludwig Leichhardt, scomparso nell'aprile 1848. Pochi anni prima un gruppo di aborigeni aveva parlato a Charles Hunt di un luogo in cui un gruppo di bianchi era stato ucciso dagli aborigeni molto tempo prima, e tempo dopo una guida aborigena di nome Jemmy Mungaro ne confermò la storia affermando di aver trovato il posto. Immaginando che si stesse parlando del gruppo di Leichhardt, a Forrest fu chiesto di guidarvi una spedizione, con Mungaro come guida, e cercare prove del destino di Leichhardt.
Forrest raggruppò sei persone, comprese le guide aborigene Mungaro e Tommy Windich, partendo da Perth il 15 aprile 1869. Si diressero a nordest superando l'ultima stazione di pecore della colonia il 26 aprile. Il 6 maggio incontrarono un gruppo di aborigeni che si offrirono di guidarli in un luogo dove si trovavano molti scheletri di cavallo. La squadra di Forrest seguì questo gruppo a nord, ma dopo una settimana di viaggio fu chiaro che la destinazione era Poison Rock, dove si sapeva che l'esploratore Robert Austin aveva lasciato a morire undici cavalli nel 1854. Si diressero nuovamente verso il punto indicato dalla propria guida.
La squadra giunse sul luogo il 28 maggio. Passarono circa tre settimane ad ispezionare una zona di circa 15 000 km² nel deserto ad ovest del sito dell'attuale Leonora. Non avendo trovato tracce di Leichhardt, con Mungaro che aveva cambiato la propria versione ammettendo di non aver personalmente visitato il luogo, decisero di spingersi quanto più ad est possibile con le provviste rimaste. La spedizione raggiunse il punto di massimo avanzamento il 2 luglio, nei pressi dell'attuale città di Laverton. Ripartirono verso casa seguendo una rotta più settentrionale e giungendo a Perth il 6 agosto.
Erano rimasti via per 113 giorni ed avevano viaggiato, secondo il racconto di Forrest, per oltre 3600 km, molti dei quali nel deserto inesplorato. Non avevano trovato tracce di Leichhardt, ed avevano verificato che il territorio che avevano attraversato non era coltivabile. Forrest disse che la propria bussola era disturbata dai materiali presenti nel suolo e suggerì al governo di inviare geologi ad esaminare la zona. Alla fine la spedizione ottenne pochi risultati, ma Forrest ne ricavò una grande reputazione con i propri superiori e con l'intera comunità.

### La traversata della Baia
Quello stesso anno Forrest fu scelto per guidare una spedizione che avrebbe esplorato una tratta lungo la Grande Baia Australiana tra le colonie di Australia Meridionale e Australia Occidentale. L'esploratore Edward John Eyre l'aveva attraversata trent'anni prima, ma la sua spedizione era stata malamente pianificata ed equipaggiata, ed Eyre quasi morì per mancanza d'acqua. La spedizione di Forrest avrebbe seguito la rotta di Eyre, ma sarebbe stata meglio organizzata. La recente scoperta di punti di ancoraggio sicuri ad Israelite Bay e Eucla avrebbe permesso alla squadra di Forrest di rifornirsi lungo il percorso tramite lo schooner Adur. L'obiettivo di Forrest era quello di ispezionare la rotta, da usare magari in futuro per la stesura di una linea telegrafica tra le colonie, e di verificarne il possibile utilizzo come terreno per l'allevamento.
Il gruppo di Forrest era composto da sei persone: oltre a lui, suo fratello Alexander secondo in comando, l'agente di polizia Hector McLarty, il maniscalco William Osborn, le guide Windich e Billy Noongale, 16 cavalli e numerosi cani. Il gruppo partì da Perth il 30 marzo 1870 e giunse a Esperance il 24 aprile. Una fitta pioggia cadde per buona parte del tempo. Dopo aver riposato ed essersi riforniti, lasciarono Esperance il 9 maggio giungendo ad Israelite Bay nove giorni dopo. Trovarono poco cibo per i propri cavalli e nessun corso d'acqua permanente, ma riuscirono a recuperare abbastanza acqua piovana dai buchi nelle rocce. Dopo essersi riforniti partirono per Eucla il 30 maggio. Trovarono ancora poco cibo e zero acqua, e stavolta quella raccolta dalle rocce non fu sufficiente. Furono obbligati a spostarsi di oltre 240 km per raggiungere il punto in cui Eyre aveva trovato acqua nel 1841. Avendo trovato una fonte si riposarono ed esplorarono l'area prima di ripartire, raggiungendo Eucla il 2 luglio. Ad Eucla fecero rifornimento ed esplorarono l'entroterra, dove trovarono buoni pascoli. Il 14 luglio partirono per il tratto finale della spedizione attraverso la terra inesplorata: da Eucla alla più vicina stazione dell'Australia Meridionale. In quest'ultimo tratto non trovarono quasi acqua e furono obbligati a viaggiare giorno e notte per quasi cinque giorni. Trovarono i primi segni di civiltà il 18 luglio e raggiunsero Adelaide il 27 agosto.
Una settimana dopo si imbarcarono per l'Australia Occidentale, arrivando a Perth il 27 settembre. Furono onorati da due benvenuti, dal consiglio cittadino di Perth e dalla cittadinanza presso la Horse and Groom Tavern. Parlando ai presenti Forrest si dimostrò modesto riguardo al proprio contributo mentre lodò gli altri membri della spedizione, dividendo tra loro il premio governativo.
L'attraversamento della Baia da parte di Forrest fu una delle spedizioni meglio organizzate e gestite del tempo. Il suo gruppo completò in cinque mesi un viaggio che ad Eyre ne aveva richiesti dodici, giungendo in buona salute e senza aver perso uomini o cavalli. Da questo punto di vista la spedizione può essere considerata un successo. I risultati però non furono particolarmente interessanti. Non si erano allontanati dal percorso tracciato da Eyre e, nonostante avessero esplorato molto territorio, solo una piccola parte era utilizzabile per la pastorizia. Una seconda spedizione composta dalle stesse persone tornò nella zona tra agosto e novembre 1871, trovando altri buoni pascoli a nord-nordest di Esperance.

### Attraverso l'entroterra

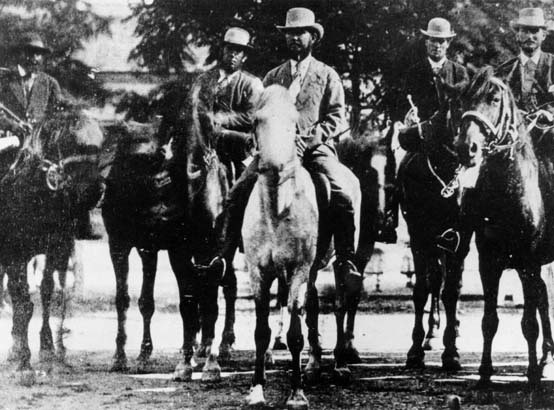
Forrest guida la spedizione del 1874 fuori da Perth

Nell'agosto del 1872 Forrest fu invitato a guidare una terza spedizione, stavolta da Geraldton alla sorgente del Murchison, per proseguire ad est nell'inesplorato centro dell'Australia Occidentale, fino alla linea telegrafica che collegava Darwin ad Adelaide. L'obiettivo era quello di esplorare lo sconosciuto centro dell'Australia Occidentale trovando nuovi pascoli.
Il gruppo di Forrest era composto ancora da sei uomini, tra cui il fratello Alexander e Windich. Avevano 20 cavalli e cibo per otto mesi. La spedizione partì da Geraldton il 1º aprile 1874 e due settimane dopo oltrepassava la stazione più esterna della colonia. Il 3 maggio la squadra entrò in territorio inesplorato. Trovarono molti buoni pascoli attorno alla sorgente del Murchison, ma alla fine di maggio stavano viaggiando in una terra arida. Il 2 giugno, pericolosamente a corto di acqua, scoprirono Weld Springs, "una delle migliori sorgenti della colonia" secondo Forrest. A Weld Springs il 13 giugno il gruppo fu assalito da un numeroso gruppo di aborigeni e Forrest fu obbligato a sparare a molti di loro. Oltre Weld Springs era estremamente difficile trovare acqua ed il 4 luglio la squadra doveva approfittare degli occasionali temporali per attingere acqua. Il 2 agosto erano nuovamente a corto di acqua. Molti cavalli furono abbandonati ed il diario di Forrest indica che la squadra aveva poche speranze di sopravvivere. Pochi giorni dopo furono salvati dalla pioggia. Il 23 agosto, ancora senza acqua e con la metà dei cavalli prossimi alla morte, si salvarono grazie alla scoperta di Elder Springs. A questo punto la terra divenne meno arida ed il rischio di morire di sete diminuì. Continuarono le altre difficoltà: dovettero abbandonare molti dei loro cavalli ed un membro della spedizione si ammalò di scorbuto riuscendo a malapena a camminare. Avvistarono la linea telegrafica nei pressi di Monte Alexander il 27 settembre, raggiungendo Peake Telegraph Station tre giorni dopo. Il resto del viaggio fu un seguito di accoglienze trionfali in ogni città fino ad Adelaide. La squadra raggiunse Adelaide il 3 novembre 1874, oltre sei mesi dopo la partenza da Geraldton.
Da un punto di vista esplorativo, la terza spedizione di Forrest fu di grande importanza. Molto territorio sconosciuto fu esplorato, e fu definitivamente scartata la possibile esistenza di un mare interno. I risultati pratici non furono clamorosi. Erano stati scoperti molti buoni pascoli fino alla sorgente del Murchison, ma oltre quel punto la terra era totalmente inospitale e Forrest era convinto che non sarebbe mai stata colonizzata.
Nel 1875 Forrest pubblicò Explorations in Australia, un racconto delle sue tre spedizioni. Nel luglio 1876 fu premiato con la Founder's Gold Medal della Royal Geographical Society di Londra. Fu nominato commendatore dell'Ordine di San Michele e San Giorgio dalla regina Victoria nel 1882 per i suoi sforzi esplorativi.

## Premier John Forrest

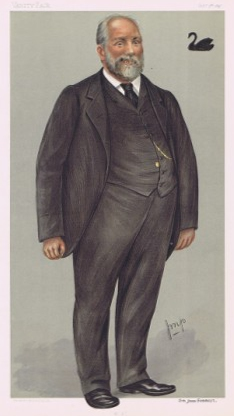
Caricatura di Forrest eseguita da Julius Mendes Price per Vanity Fair, 1897

John Forrest era un ispettore eccezionale, e le sue spedizioni lo resero un personaggio popolare. Fece una rapida carriera nel Lands and Surveys Department, e nel gennaio 1883 prese il posto di Malcolm Fraser come ispettore generale e commissario delle terre della corona. Si trattava di una delle cariche più alte nella colonia, che gli garantiva un seggio nel Consiglio esecutivo. Contemporaneamente Forrest fu nominato nel Consiglio legislativo. Dopo che la Gran Bretagna ebbe concesso l'indipendenza all'Australia Occidentale nel 1890, Forrest fu eletto senza opposizione al seggio di Bunbury nell'Assemblea legislativa. Il 22 dicembre 1890 il governatore William Robinson nominò Forrest primo Premier dell'Australia Occidentale. A maggio dell'anno seguente fu nominato cavaliere dell'Ordine di San Michele e San Giorgio per il suo contributo alla colonia.
Il ministero Forrest iniziò subito un programma di opere pubbliche su larga scala finanziate dai prestiti concessi da Londra. Le opere pubbliche erano molto richieste al tempo, data la riluttanza del governo britannico a spendere soldi nella colonia. Sotto la direzione del brillante ingegnere Charles Yelverton O'Connor, furono posati molte migliaia di chilometri di ferrovia, costruiti molti ponti, moli, fari e municipi. I due progetti più ambiziosi furono il porto di Fremantle, una delle poche opere pubbliche degli anni 1890 tuttora in uso, e il sistema idrico di Goldfields, una delle maggiori opere ingegneristiche del tempo, grazie al quale il fiume Helena fu contenuto da una diga e l'acqua veniva incanalata in 550 km di condutture fino a Kalgoorlie. Il programma di opere pubbliche di Forrest fu ben accolto, nonostante la rapida espansione demografica e geografica di Eastern Goldfields resero difficile per il governo fornire sufficienti opere, e Forrest fu criticato per non fare abbastanza. Si attirò altre critiche nel 1893 con il suo discorso "bottino per i vincitori", nel quale sembrò affermare che i membri che si fossero opposti al governo avrebbero rischiato che i propri elettori avrebbero dovuto rinunciare alle loro opere pubbliche.
Il governo di Forrest fece anche numerose riforme sociali, comprese le misure per migliorare la vita a donne, ragazze e lavoratori. Nonostante Forrest non si sia mai opposto alle proposte di riforme sociali, non le sostenne né le istigò mai. I critici accusarono Forrest di dare poca importanza alle riforme sociali ottenute. Riguardo alle riforme politiche, comunque, l'influenza di Forrest era indubbia. Nel 1893 Forrest presentò in parlamento numerosi emendamenti alla Costituzione dell'Australia Occidentale, compresa l'estensione del diritto di voto a tutti gli uomini a prescindere dalle loro proprietà. Ebbe anche un ruolo importante nell'abrogazione della sezione 70 di tale costituzione, secondo la quale l'1% degli incassi pubblici sarebbero stati pagati a un Board (non controllato dalla politica locale) per dare assistenza agli indigeni locali, ed era "ampiamente odiato" dai coloni.
La più importante discussione politica del tempo, comunque, era la questione del federalismo. Forrest era a favore del federalismo e lo riteneva inevitabile, ma sapeva anche che l'Australia Occidentale non si sarebbe unita prima che ci fossero state condizioni eque. Fu pesantemente coinvolto nella stesura della Costituzione dell'Australia, rappresentando l'Australia Occidentale in numerose riunioni sul federalismo, comprese le Convenzioni Nazionali Australasiatiche di Sydney del 1891 e di Adelaide del 1897, e le Convenzioni Federali Australasiatiche di Sydney del 1897 e di Melbourne del 1898. Combatté duramente per proteggere i diritti degli stati meno popolosi. Sostenne anche numerose concessioni all'Australia Occidentale e la costruzione di una ferrovia trans-australiana. Nonostante conseguì pochi successi nonostante i suoi sforzi, nel 1900 si convinse che non avrebbe potuto ottenere condizioni migliori, ed indisse quindi un referendum nel quale gli abitanti dell'Australia Occidentale scelsero di unirsi alla federazione, cosicché l'Australia Occidentale divenne parte dell'Australia nel 1901.

## Politica federale
Il 30 dicembre 1900 Forrest accettò l'incarico di ministro delle comunicazioni, della tecnologia informatica e delle arti (postmaster-generale) nel governo federale di Edmund Barton. Due giorni dopo seppe di aver ricevuto l'Ordine di San Michele e San Giorgio "in riconoscimento dei servizi nella connessione con la Federazione delle Colonie Australiane e per la fondazione del Commonwealth d'Australia". Forrest fu postmaster-generale per soli 17 giorni, dando le dimissioni per assumere il ruolo di ministro della difesa, lasciato vacante dalla morte di James Robert Dickson. Il 13 febbraio 1901 diede le dimissioni da premier dell'Australia Occidentale e da membro per Bunbury. Nell'prima elezione federale, tenutasi il 29 marzo 1901, fu eletto senza opposizione nel Partito Protezionista alla Camera dei rappresentanti federale in rappresentanza di Swan. Forrest fu ministro della difesa per oltre due anni. Dopo il rimpasto di governo del 7 agosto 1903 divenne ministro degli interni.
L'elezione del 1903, tenutasi a dicembre, indebolì il partito di governo, che poco dopo fu sconfitto e sostituito dal governo Laburista di Chris Watson. Forrest passò all'opposizione, dove criticò politiche e legislazione del governo. Dopo che il Partito del Libero Commercio di George Reid si insediò nell'agosto del 1904, rimase all'opposizione sostenendo però il lavoro del governo. Nel giugno 1905 il Partito Protezionista di Alfred Deakin si alleò con i Laburisti facendo cadere il governo di Reid. Formarono un nuovo governo il 7 luglio, con Forrest nominato tesoriere e quinto per anzianità. Dopo un rimpasto ministeriale nell'ottobre del 1906, Forrest divenne terzo nell'ordine di precedenza del gabinetto. Cinque mesi dopo Deakin ed il suo vice William Lyne si recarono a Londra per partecipare a delle conferenze, per cui Forrest fu nominato Primo ministro temporaneo dal 18 marzo al 27 giugno 1907.
L'alleanza con i laburisti mise Forrest in una posizione difficile, avendoli criticati per molto tempo. Nell'elezione del dicembre 1906 continuò ad attaccare i laburisti, nonostante ne fosse alleato di governo e dipendesse dal loro sostegno. Nei mesi seguenti Forrest fu criticato dalla stampa per la sua incapacità di lavorare con i laburisti, e per l'ipocrisia mostrata nell'attaccarli durante l'elezione. Iniziò a capire che la propria reputazione in Australia Occidentale ed il suo ruolo nel gabinetto erano a rischio. Diede le dimissioni da tesoriere il 30 luglio 1907 passando all'opposizione, da dove critico (ma comunque sostenne) il governo.
Pochi mesi dopo i laburisti ritirarono il sostegno al governo Deakin, obbligandolo a dare le dimissioni. I laburisti formarono il governo con Andrew Fisher. Nei mesi seguenti Forrest e molti altri membri cercarono di organizzare una fusione tra i partiti del Libero Commercio e dei Protezionisti. Alla fine fu formato il Partito Liberale del Commonwealth, con Deakin a capo. Fisher fu obbligato a dare le dimissioni, ed il nuovo Partito Liberale si insediò il 2 giugno 1909, con Forrest nuovamente tesoriere. I laburisti si ripresero l'incarico nelle elezioni dell'aprile 1910.
All'inizio del 1913 Deakin diede le dimissioni da capo dell'opposizione. Forrest e Joseph Cook cercarono di prenderne il posto, con Cook che uscì vincitore per un solo voto. Forrest ci rimase male dato che Deakin, che considerava un amico, voto contro di lui. Cinque mesi dopo, nell'elezione del maggio 1913, Il partito Liberale tornò al potere, con Cook Primo ministro. Forrest fu nominato tesoriere per la terza volta. La maggioranza di governo di un solo seggio nella Camera dei rappresentanti, e l'ampia maggioranza di laburisti al Senato, resero difficile il lavoro del governo che riuscì a combinare poco. Nel giugno 1914 Cook chiese al Governatore generale il doppio scioglimento, e l'Australia ritornò alle urne. Forrest mantenne il proprio seggio, mail partito Liberale fu duramente sconfitto e Forrest rimase confinato all'opposizione.
Nel dicembre 1916 una divisione nel partito laburista riguardo alla leva lasciò il Primo ministro Billy Hughes con un governo di minoranza. Hughes ed i suoi colleghi formarono il Partito Laburista Nazionale, ed il partito Liberale si unì a loro per formare il nuovo governo. Per la quarta volta Forrest fu tesoriere. Il Partito Laburista Nazionale ed i partiti liberali vinsero facilmente all'elezione del maggio 1917, e poco dopo i due partiti formarono il Partito Nazionalista d'Australia.
Il 20 dicembre un referendum riguardante la leva fu respinto, e Hughes mantenne la promessa di dare le dimissioni da Primo ministro. Forrest si candidò immediatamente, ma il governatore-generale vide che Forrest non aveva i numeri e chiese ad Hughes di formare un nuovo governo. Hughes accettò ed il precedente governo si insediò nuovamente.
Il 6 febbraio 1918 Forrest seppe di essere stato nominato "Barone Forrest di Bunbury nel Commonwealth d'Australia e di Forret in Fife nel Regno Unito". Nonostante la notizia non furono emesse lettere patenti prima della sua morte, per cui il titolo non fu mai creato ufficialmente. Secondo Rubinstein (1991), "il suo titolo non viene nominato o incluso in Burke's Peerage, The New Extinct Peerage, the Complete Peerage, o in qualsiasi altro testo di riferimento sull'argomento".
Forrest si era ammalato di cancro alla tempia già all'inizio del 1917 e nel 1918 era molto malato. Il 21 marzo 1918 diede le dimissioni da tesoriere ma non dal parlamento, e poco dopo si imbarcò per Londra dove sperava di ricevere le cure mediche di alcuni specialisti. Sperava anche di poter occupare il proprio seggio alla Camera dei lord. Ma il 2 settembre 1918, con la nave al largo della costa della Sierra Leone, morì. Vi fu sepolto, ma i suoi resti furono poi riportati in Australia Occidentale ed interrati nel cimitero di Karrakatta.

## Il carattere di Forrest

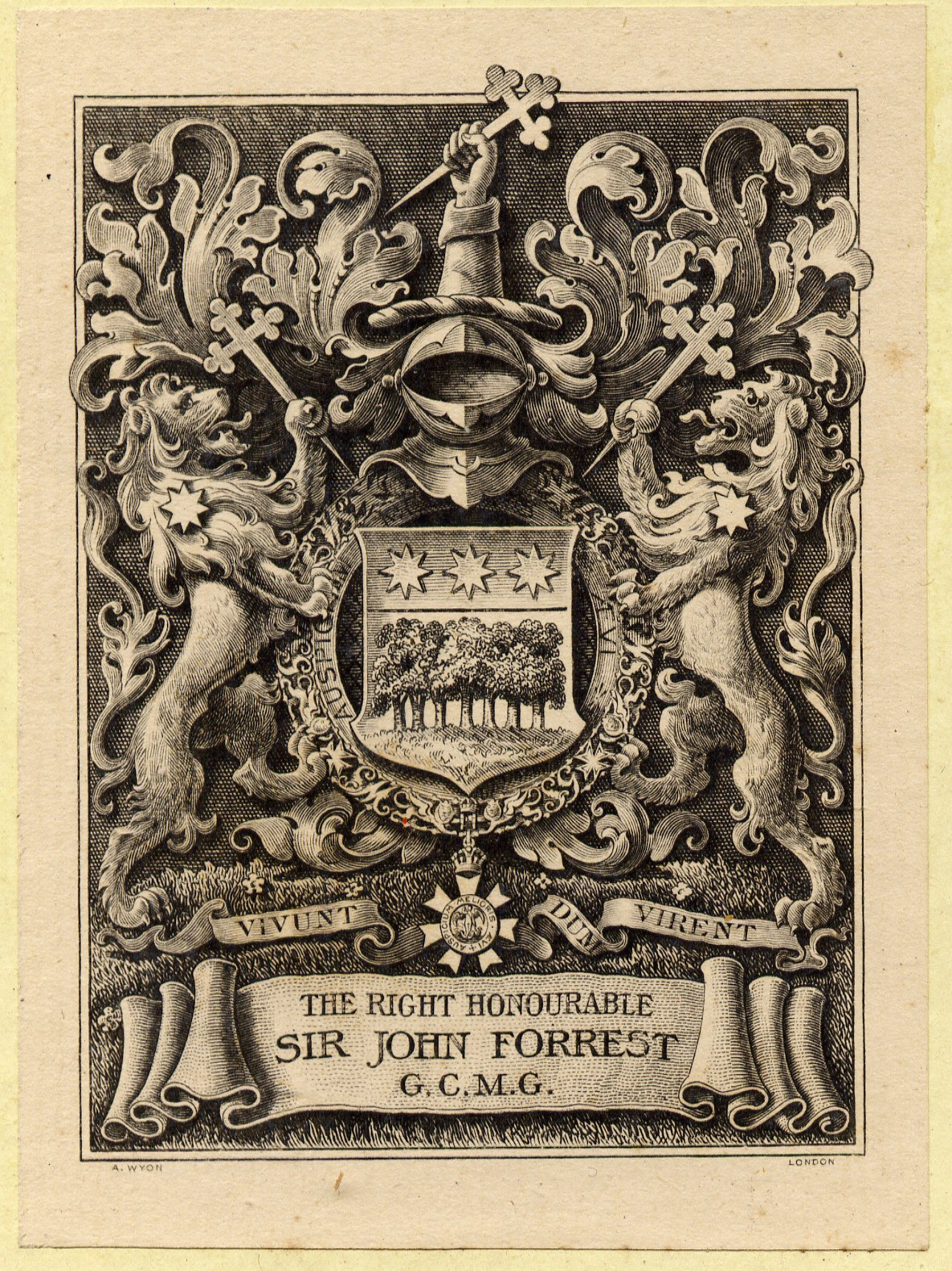
L'ex libris di Sir John Forrest

John Forrest era alto e grosso. Negli ultimi anni tendeva ad essere robusto e pesava circa 120 kg quando morì. Amava le cerimonie pompose ed insisteva per venire trattato sempre con rispetto. Era molto sensibile alle critiche, odiava che la sua autorità fosse messa in discussione e tendeva ad affrontare con sfrontatezza gli avversari politici. Aveva poco senso dell'umorismo, e si offese molto quando un giornalista lo definì scherzosamente "Commissario delle Sabbie della Corona". Fu una figura molto popolare che trattava tutti con educazione e dignità. Era famoso per la memoria in materia di nomi e facce, e per la prolissità delle sue lettere.

## Retaggio

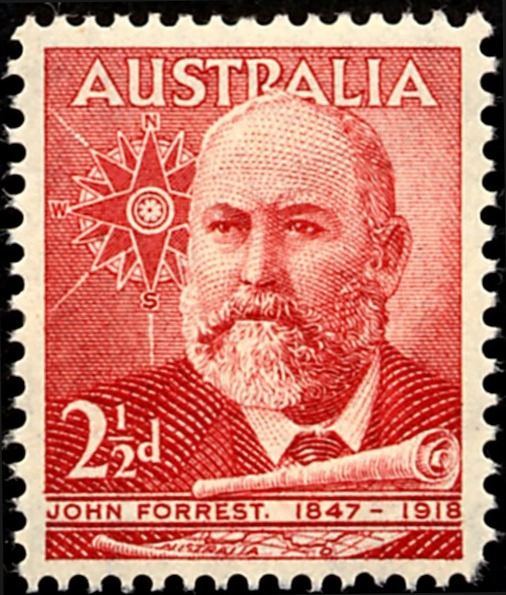
Francobollo del 1949

Il retaggio di Forrest si può trovare in tutto il territorio dell'Australia Occidentale, dove molti luoghi ne prendono il nome o sono stati battezzati da lui. Tra questi:
- il piccolo insediamento di Forrest lungo la ferrovia transaustraliana;
- Glen Forrest;
- Forrestdale;
- John Forrest National Park;
- fiume Forrest;
- Forrest Chase;
- Forrestfield
- John Forrest Secondary College[12] a Morley.

In più nel 1922 fu creata la Divisione elettorale di Forrest. Il sobborgo di Forrest (Territorio della Capitale Australiana) prende il nome da Forrest, dato che i principali sobborghi di Canberra portano il nome dei primi politici federali.
La Forrest Highway, inaugurata nel settembre 2009, prende il nome da lui. La Eyre Highway era un tempo nota come Forrest Highway, quando fu inaugurata nel 1942.
John Forrest è uno dei principali costruttori di ferrovie nel videogioco Railroad Tycoon 3.
Il 28 novembre 1949 le poste australiane hanno emesso un francobollo commemorativo raffigurante John Forrest.